# Conus huberianus
Espèce
Conus huberianus est une espèce de mollusques gastéropodes marins de la famille des Conidae.
Comme toutes les espèces du genre Conus, ces escargots sont prédateurs et venimeux. Ils sont capables de « piquer » les humains et doivent donc être manipulés avec précaution, voire pas du tout.

## Taxonomie

### Publication originale
L'espèce Conus huberianus a été décrite pour la première fois en 2020 par le malacologiste vietnamien Nguyen Ngoc Thach (d),,.

### Synonymes
- Conus huberiana Thach, 2020 · non accepté (wrong gender agreement of..)
- wrong gender agreement of specific epithet